# Allophyes heliocausta
Allophyes heliocausta là một loài bướm đêm trong họ Noctuidae.